# Olzhas Sattibayev
Olzhas Sattibayev est un boxeur kazakh né le 2 mai 1988. 

## Carrière
Sa carrière amateur est principalement marquée par une médaille d'or remportée aux championnats d'Asie 2015 dans la catégorie des poids mouches et une médaille de bronze aux championnats d'Asie 2019 dans la même catégorie.

## Palmarès

### Championnats d'Asie
- Médaille d'or en -52 kg en 2015 à Bangkok, Thaïlande
- Médaille de bronze en -51 kg en 2019 à Zhuhai, Chine